# Kapoli Kamakau
Kapoli Kamakau, parfois appelée Lizzie Kapoli Kamakau, née vers 1851 et morte le 27 juillet 1891, est une compositrice et musicienne du royaume d'Hawaï. Proche collaboratrice et amie des membres de la famille royale hawaïenne (en), elle sert de dame de compagnie de la future reine Liliʻuokalani. Elle est membre du club de chant organisé par Liliʻuokalani et sa sœur Likelike, et écrit des compositions musicales avec les deux sœurs royales. En 1888, elle contracte la lèpre et est exilée dans la léproserie de Kalaupapa (en). Dans la colonie, elle donne des cours de chant aux patientes. Elle meurt en 1891 après la visite de la reine Liliʻuokalani à Kalaupapa dans le cadre de ses tournées dans les îles.

## Biographie
Kapoli naît en 1851 ou 1852. Son père est 'Umi Kuka'ilani (1833-1899). 'Umi épouse plus tard une patiente de Kalaupapa (en) nommée Hana,.
Kapoli vit dans la maison de Bernice Pauahi, une haute cheffe et membre de la royauté hawaïenne, et de son mari, l'homme d'affaires américain Charles Reed Bishop (en). Elle noue une amitié avec la princesse Likelike et sa sœur, la future reine Liliʻuokalani, que Kapoli sert comme dame d'honneur,. Liliʻuokalani l'appelle Lizzie.
Membre du Kaohuokalani Singing Club fondé par Liliʻuokalani, elle aide à composer de nombreuses chansons avec les deux sœurs royales,. L'une de ses premières compositions collaboratives est Liko Pua Lehua (Tendres feuilles de la fleur de Lehua). Cette mélodie est adaptée de Thou E Ka Nani Mae ʻOle (Tu es la beauté qui ne se fane jamais). Après la mort de Likelike en 1887, elle compose des kanikau (chants funèbres (en), chants de deuil) avec Eliza W. Holt et Liliʻuokalani. En mai 1887, ses lettres indiquent qu'elle écrit O Makalapua, en l'honneur de Liliʻuokalani, et partage les paroles et les notes de musique avec la princesse de l'époque alors qu'elle se rend au jubilé d'or de la reine Victoria.
Dans son testament, la princesse Keʻelikōlani, la plus grande propriétaire foncière d'Hawaï à l'époque, lègue deux petites propriétés à Kapoli, qui est à ses côtés avant sa mort. Le premier est l'un des lots de la maison de la princesse sur Queen Street, à Honolulu, et le second un terrain appelé Kaʻala, près de la résidence de Joseph O. Carter (en), pour sa vie. Après la mort de Bernice Pauahi en 1884, Kapoli reçoit une allocation mensuelle de 40 dollars dans son testament .
Le 1er mars 1888, Kapoli est admise à l'hôpital de Kakaʻako qui lui diagnostique la lèpre. Elle est exilée le 1er mai avec 28 autres personnes pour la léproserie de Kalaupapa à Molokai.
Entre l'admission de Kapoli à Kakaʻako et son départ pour Kalaupapa, Charles Reed Bishop, dont Kapoli faisait autrefois partie de la famille, écrit au surintendant de Kalaupapa Rudolph Wilhelm Meyer (en) et au ministre de l'Intérieur Lorrin A. Thurston au sujet de la construction d'une maison (à ses frais) pour les patientes de la colonie. Grâce à l’intercession de l’évêque, le gouvernement construit le Bishop Home (parfois également appelé Pauahi Home) pour permettre à Kapoli et à d’autres jeunes femmes et filles de résider loin des autres patients. En 1889, Marianne Cope et des sœurs du Tiers-Ordre franciscain, sont chargées de prendre soin des patients de Bishop Home. Kapoli enseigne probablement le chant aux filles de Bishop House et apprend aux étudiants à jouer de l'orgue à l'église protestante.
Lors de sa tournée officielle des îles en tant que monarque, le 27 avril 1891, Liliʻuokalani rend visite à Kapoli au sein de la léproserie. Le journal hawaïen Ka Nupepa Kuokoa a rapporté : « La reine est allée voir Kapoli... Il y avait de l'affection et des larmes tombant sur les joues de Kapoli, car la reine est une amie proche d'elle depuis longtemps » .
Kapoli meurt le 27 juillet 1891, à Kalaupapa, d'une complication gripale et de dysenterie. Elle est enterrée à Kalaupapa. Son père et sa seconde épouse sont plus tard enterrés à côté d'elle  .